# Rapunzel (canção)
"Rapunzel" é uma canção gravada pela artista musical brasileira Daniela Mercury para seu quarto álbum de estúdio, Feijão com Arroz (1996).
Em 2016, a música foi selecionada pela Ubisoft para integrar a trilha sonora do jogo Watch Dogs 2.[carece de fontes?]

## Lista de faixas
| Brasil - CD single |            |                                |         |  |
| N.º                | Título     | Compositor(es)                 | Duração |  |
| 1.                 | "Rapunzel" | Alain Tavares, Carlinhos Brown | 3:40    |  |

| França - CD single |                              |                                |         |  |
| N.º                | Título                       | Compositor(es)                 | Duração |  |
| 1.                 | "Rapunzel" (Radio Mix)       | Alain Tavares, Carlinhos Brown | 4:14    |  |
| 2.                 | "Rapunzel" (Versão do Álbum) | Alain Tavares, Carlinhos Brown | 3:40    |  |

## Desempenho comercial
"Rapunzel" alcançõu feitos impressionantes para uma canção em língua portuguesa de um artista brasileiro no exterior, tornando-se o maior sucesso da carreira de sua intéprete fora do Brasil. A obra teve um desempenho favorável na região da Valônia na Bélgica, onde sua posição máxima foi o décimo primeiro lugar na tabela de singles da Ultratop 40. Na França, a obra também obteve execelente receptividade, estreou na nonagésima primeira posição da tabela compilada pela Syndicat National de l'Édition Phonographique (SNEP), saltando para a oitava colocação, onde permaneceu por duas semanas. Esse desempenho exitoso fez o país classificar a canção com ouro, depois de serem comercializadas cerca de oitenta mil cópias na nação.

### Tabelas semanais
| Tabela musical (1998)            | Melhor posição |
| -------------------------------- | -------------- |
| Bélgica (Ultratop 40 de Valônia) | 11             |
| França (SNEP)                    | 8              |

### Certificações e vendas
| Região                                              | Certificação | Vendas  |
| --------------------------------------------------- | ------------ | ------- |
| França (SNEP)                                       | Ouro         | 80,000* |
| *números de vendas baseados somente na certificação |              |         |